# 中尉
中尉（ちゅうい）は、軍隊の階級の一つ。将校（士官）に相当。尉官に区分され、大尉の下、少尉の上に位置する。
- 陸軍では主に大隊幕僚、中隊付若しくは中隊長、又は小隊長等を務める。
- 海軍では主に軍艦（護衛艦）の航海士等を務める。
- 空軍では主に航空機の操縦士等を務める。

## 日本

### 旧日本軍
版籍奉還の後、1870年10月12日（明治3年9月18日）に太政官の沙汰により海陸軍大佐以下の官位相当を定めたときに海陸軍大尉の下、海陸軍少尉の上に海軍中尉と陸軍中尉を置き従七位相当とした    。
1871年2月11日（明治3年12月22日）に各藩の常備兵編制法を定めたときに歩兵大隊の副官及び小隊長を中尉と改称し、砲兵隊の副官・分隊長を中少尉と改称した  。少尉以上を総称して上等士官といい藩庁が選抜して兵部省へ届出させた 。
1871年4月2日（明治4年2月13日）に御親兵を編制して兵部省に管轄させることになり、また同年6月10日（同年4月23日）に東山西海両道に鎮台を置いて兵部省の管轄に属すことになり、兵部省による海陸軍中尉の任官の例が増加する。
廃藩置県の後、明治4年8月の官制等級改定及び兵部省官等改定 や明治5年1月の官等改正及び兵部省中官等表改定など数度の変更があり 、明治5年2月の兵部省廃止及び陸軍省・海軍省設置を経て、明治6年5月8日太政官布達第154号 による陸海軍武官官等表改正で軍人の階級呼称として引き続き用いられ、西欧近代軍の階級呼称の序列に当てはめられることとなった。
大日本帝国陸海軍の中尉並びに同相当官は高等官七等相当であり、勲六等乃至五等に叙せられ、武功著しい場合は功五級乃至三級の功級に叙せられ金鵄勲章を授与された。

### 自衛隊
各自衛隊では2尉（略称）と呼称する。警察では警部または警部補に相当し、中央官庁では本省係長、主任及び係員に相当する。
- 陸上自衛隊：2等陸尉
- 海上自衛隊：2等海尉
- 航空自衛隊：2等空尉

尚、以下の条件に当てはまる者は、おおよそ1年以内の規定の教育期間を経た後、すぐさま2等陸・海・空尉に任命される。
- 一般大学の大学院修士課程修了者(見込み含)で自衛隊幹部候補生試験に合格した者。ただし修了見込みの身分で試験に合格した者は、その年度に修了できなかった場合採用取消となる。
- 防衛医科大学校を卒業後、医師国家試験に合格した者

いずれも競争率は数十倍に上り、難関である。
尚、民間企業などの自衛隊以外の職域で即戦力となる技能を持つものを2尉以上の階級で採用する「公募幹部」と呼ばれる制度も存在する。主に医師、歯科医、薬剤師、弁護士、エンジニアなどがこれに当たる。これらは経験と年齢によっては1尉や3佐の階級を以って採用されるケースもある（特技兵を参照）。

## 外国での呼称
イギリス
- 陸軍 Lieutenant（レフテナント）
- 海軍 Sub-Lieutenant（イギリス海軍では中尉と少尉の区別がなく、少尉の上はすぐ大尉。）
- 空軍 Flying Officer

アメリカ合衆国
- 陸軍 1st Lieutenant（ファースト・ルーテネント）
- 海軍 Lieutenant Junior Grade
- 空軍 First Lieutenant
- 海兵隊 1st Lieutenant

ドイツ
- 陸軍 Oberleutnant
- 海軍 Oberleutnant zur See
- 空軍 Oberleutnant

フランス
- 陸軍 lieutenant
- 海軍 enseigne de vaisseau de 1ère
- 空軍 lieutenant